# Dermoloma cuneifolium
Dermoloma cuneifolium là một loài nấm trong họ Tricholomataceae, và là loài điển hình của chi Dermoloma. Danh pháp gốc của loài này là Agaricus cuneifolius do Elias Magnus Fries ghi nhận năm 1818, đến năm 1986 thì được chuyển sang chi Dermoloma bởi Marcel Bon.